# Templo de Dallas
El templo de Dallas, Texas es uno de los templos construidos y operados por La Iglesia de Jesucristo de los Santos de los Últimos Días, el número 32 construido por la iglesia, el 30o en operaciones continuas y el primero de cuatro del estado de Texas, ubicado en la ciudad de Dallas. El templo de Dallas sirve a unos 50.000 fieles en el norte de Texas y parte del estado de Luisiana. El templo fue diseñado con un diseño de seis agujas volviendo a templos anteriores y despejandose de los templos de menor tamaño previamente construidos con un solo pináculo. 

## Historia
En vista de la persecución en contra del Movimiento de los Santos de los Últimos Días en Nauvoo, Joseph Smith consideró que la entonces República de Texas era un lugar donde sus fieles podrían practicar pacíficamente su religión. Smith comenzó a negociar con Sam Houston, presidente de la República de Texas, por ciertas partes del sur y el oeste de Texas para la futura nación SUD. Smith envió a Lucien Woodworth a Austin, Texas, para reunirse con Houston. Smith luego envió a Lyman Wight y Woodworth que comenzaran a dirigir un grupo de colonos a Texas en las afueras de Marble Falls. Wight fue excomulgado y acabó reunido con los devotos en el territorio de Utah. Brigham Young, sucesor de Smith, permitió que Wight llevara un grupo de 150 personas al norte de Dallas, estableciéndose cerca de una colonia alemana de Fredericksburg y fundaron una ciudad llamada Zodiac.
Brigham Young envió a varios misioneros a hacer proselitismo en Texas en los años 1850. Cerca de 1000 conversos de Texas emigraron a la Gran Cuenca antes de la Guerra de Secesión. La obra proselitista en Texas cesó durante la Guerra. En 1875, casi 10 años después de la Guerra Civil, se reanudó la obra misional en Texas. La Conferencia de Texas se organizó una vez más en 1893. Originalmente el estado de Texas estaba incluido dentro de la Misión de los Estados del Sur, se transfirió a la Misión del Territorio Indio, que posteriormente cambió su nombre a Misión de los Estados del Suroeste. En 1904, se convirtió en la Misión de los Estados Centrales. Texas permaneció en la Misión de los Estados Centrales hasta que se organizó la Misión de Texas en 1931. Texas y Luisiana se combinaron para formar la Misión Texas-Luisiana en 1945. Texas fue parte de la Misión de los Estados del Golfo de 1955 a 1960.

## Anuncio
En la conferencia general de la iglesia SUD el 1 de abril de 1981, la Primera Presidencia anunció los planes de construir el primer templo en Texas. Posterior al anuncio, la iglesia buscó un terreno adecuado para el edificio, consiguiendo el terreno en una zona residencial arbólea a unos 12 millas (19,3 km) del centro de Dallas. La ceremonia de la primera palada ocurrió en un evento privado el 22 de enero de 1983 a la que asistieron unas 90 personas.

## Diseño
El modelo del templo de Dallas proviene de la arquitectura del templo de Boise y es el mismo usado para la construcción del templo de Chicago pero con la mitad del tamaño. Variaciones de este diseño de seis torres han sido usados por catorce templos a nivel mundial, comenzando con el templo de Salt Lake City. El concepto unificador detrás de este estilo fueron las seis torres y el techo inclinado. Aparte de esos factores, los templos variaban mucho en tamaño y capacidad.
Estos primeros templos de este diseño de seis pináculos resultaron inadecuados, el templo de Dallas fue uno de varios templos de este diseño que cerraron para producir renovaciones extensas poco después de la dedicación del edificio. Estas renovaciones reestructuraron los salones de investidura, agregaron las instalaciones interiores e hicieron otras mejoras que ampliaban significativamente el uso de estos edificios. El último templo construido en este estilo fue el Templo de Las Vegas, que se completó en 1989. Este estilo fue reemplazado en gran medida por el diseño clásico moderno de una sola aguja.

## Dedicación
El templo SUD de la ciudad de Dallas fue dedicado para sus actividades eclesiásticas el 19 de octubre de 1984, por Gordon B. Hinckley. Anterior a ello, del 7 – 26 de septiembre  de ese mismo año, la iglesia permitió un recorrido público de las instalaciones y del interior del templo a la que asistieron unas 88 mil pesronas.

## Renocavión
El Templo de Dallas cerró en 1987 para su remodelación que agregó 22 749 pies cuadrados (2113,5 m²) adicionales para acomodar un nuevo salón para la investidura, instalaciones de lavandería ampliadas y un bautisterio reubicado de mayor tamaño. En junio de 2006 se completó una segunda renovación de los terrenos del templo. El letrero del edificio se reubicó fuera de la cerca decorativa y la cerca misma se modificó a lo largo del frente de la propiedad. Se amplió la entrada y se agregaron escaleras para crear un mejor acceso a los terrenos. La fuente de agua fue reemplazada por una fuente en forma de cascada, y se ampliaron varios motivos florales con iluminación adicional y áreas para sentarse.